# Hectocotylus

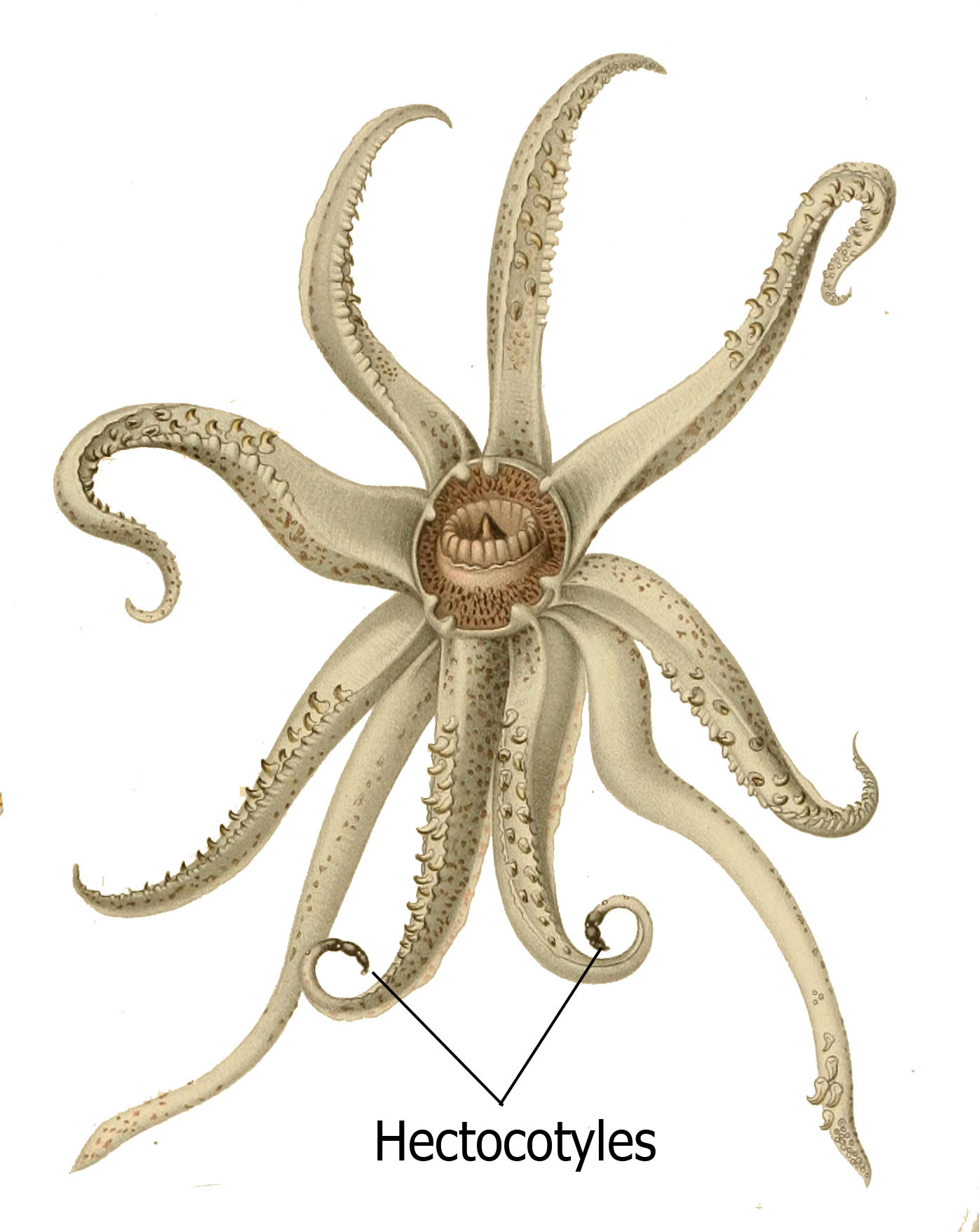
Der Kalmar Abraliopsis morisi mit zwei Hectocotyli

Als Hectocotylus (Plural: Hectocotyli; nach altgriechischen ἑκᾰτόν (hekatón): „hundert“ und κότυλος (kótulos): „Schüssel“, „Napf“) wird ein zum Fortpflanzungsorgan umgebildeter Arm bei männlichen Kopffüßern bezeichnet.

## Funktion und Morphologie
Hectocotyli dienen während der Paarung zur Übertragung der Spermatophoren vom Männchen auf das Weibchen. Ausprägung und Position der Hectocotyli sind artspezifisch und wesentliche Bestimmungsmerkmale. Meist ist nur ein Arm entsprechend umgeformt. Bei einigen Sepien und Kalmaren sind zwei Hectocotyli ausgebildet, während sie bei anderen Kalmaren, den Vampirtintenfischen und den Cirrentragenden Kraken fehlen.
Bei Sepien und einigen Kalmaren unterscheidet sich der Hectocotylus (in diesen Fällen meist einer der vierten Arme) nur durch eine geringere Anzahl oder ein vollständiges Fehlen von Saugnäpfen von den anderen Tentakeln. Bei Vertretern der Echten Kraken ist dagegen der dritte Arm hectocotylisiert, wobei meist der ganze Arm durch eine Furche (Spermatophoren-Rille) entlang der Ventralseite modifiziert wird. Die Spermatophoren-Rille endet in der Regel in einem konischen Fortsatz (Calamus) an der Basis der oft löffelförmig verbreiterten Tentakelspitze (Ligula).
Der Hectocotylus holt sich die Spermatophoren entweder selbst (Kalmare, Sepien) aus der Needhamschen Tasche oder sie werden von einem penisförmigen Fortsatz bis zur Basis des Arms transportiert (Octopodidae). In letzterem Fall werden die Spermatophoren durch Muskelkontraktion entlang der Spermatophoren-Rille zur Ligula transportiert und in der Mantelhöhle des Weibchens deponiert.

## Sonderformen

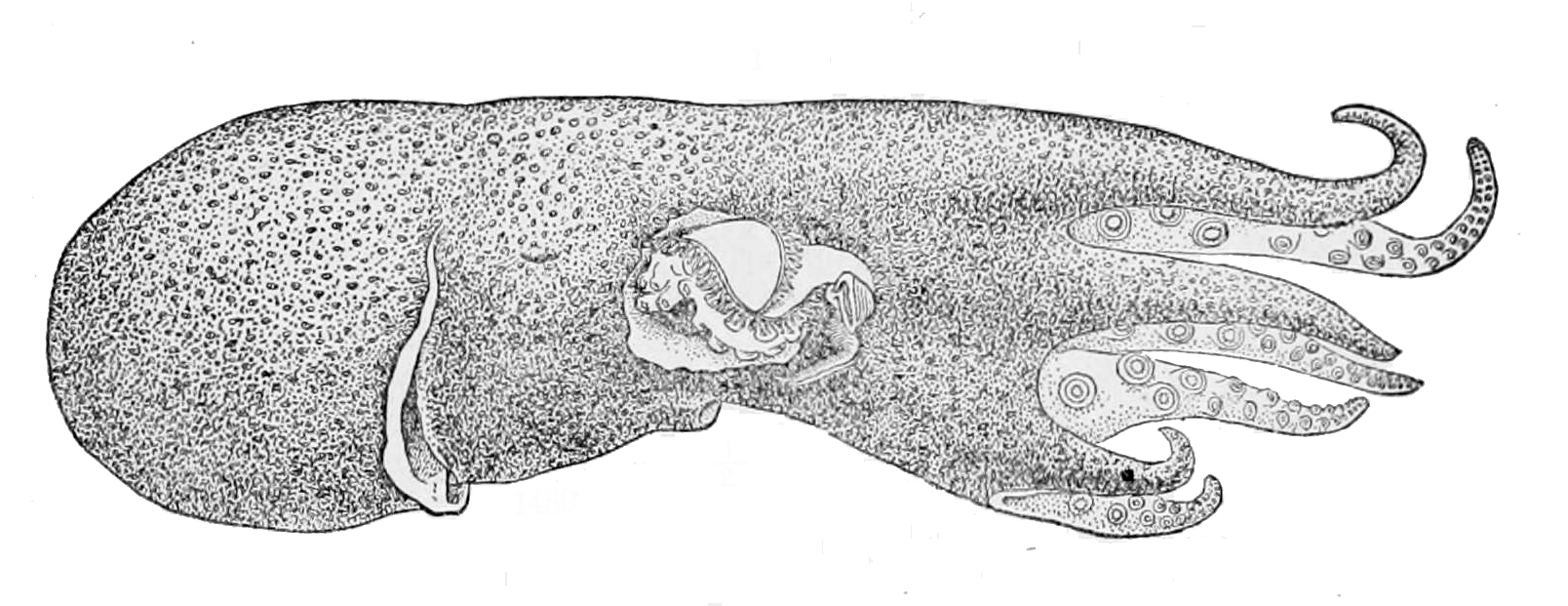
Haliphron atlanticus (♂)

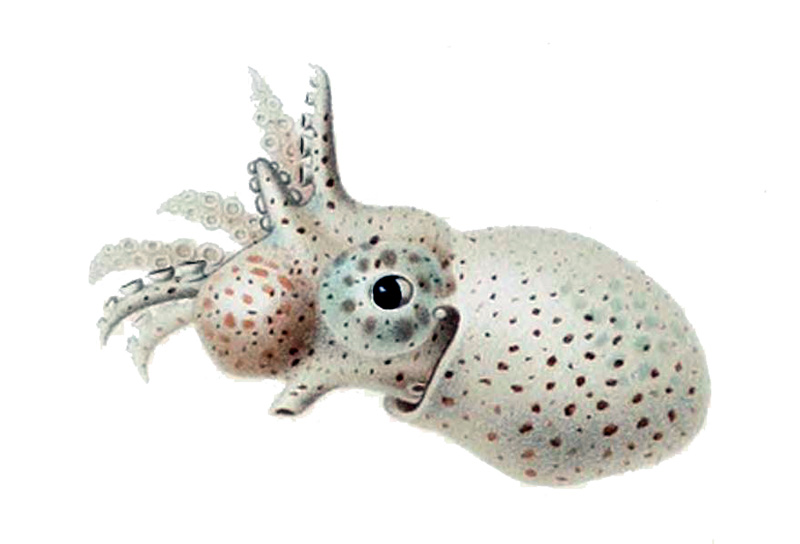
Argonauta hians (♂)

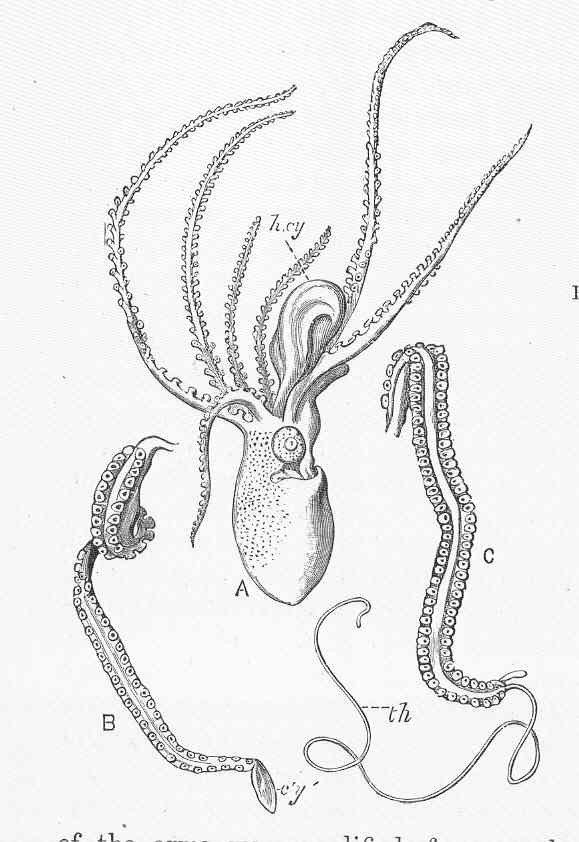
Ocythoe tuberculata (♂)

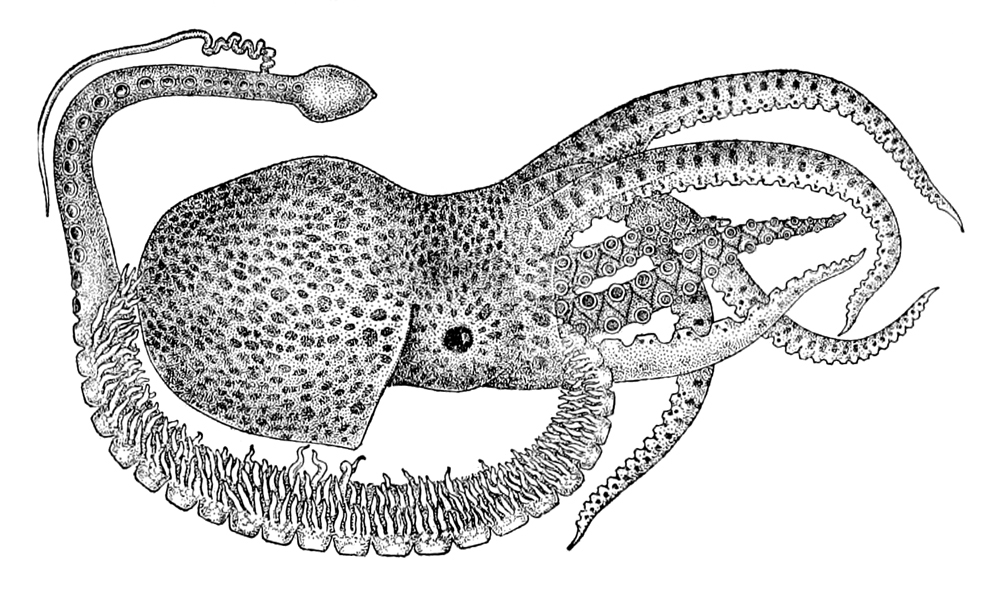
Tremoctopus violaceus (♂)

Bei Vertretern der Argonautoidea nimmt die Ausprägung des Hectocotylus extreme Formen an. Bei allen Männchen dieser Überfamilie ist einer der dritten Arme vollständig hectocotylisiert, wird in einem speziellen Gewebesack getragen und bei der Paarung abgeworfen.

### Allopsidae
Bei Haliphron atlanticus („Siebenarmiger Oktopus“), der einzigen Art der Familie, sind die Männchen zwar wesentlich kleiner als die Weibchen, bilden jedoch keine ausgesprochenen Zwergformen aus. Der rechte dritte Arm ist hectocotylisiert. Er entwickelt sich in einer kleinen, unauffälligen Tasche in der Nähe des rechten Auges, was nach außen hin zu dem offenbar siebenarmigen Erscheinen führt. Der Hectocotylus entfaltet sich erst kurz vor der Paarung aus dieser Tasche und wird im weiteren Verlauf vom Männchen abgestoßen.

### Argonautidae
Bei den Papierbooten (Argonauta) ist eine extreme Form des Sexualdimorphismus ausgeprägt. Die Männchen sind sehr viel kleiner als die Weibchen und bilden Zwergmännchen aus. Der linke dritte Arm ist zum Hectocotylus umgebildet und wird in einem Gewebesack unter dem linken Auge getragen.
Der genaue Ablauf des Paarungsrituals der Papierboote ist unbekannt. Es wird vermutet, dass der Hectocotylus, samt Spermatophoren, bei Kontakt mit dem Weibchen abgeworfen und in deren Mantelhöhle gespeichert wird, wo er für längere Zeit überdauern kann. Zuweilen finden sich in der Mantelhöhle der Weibchen auch mehrere Hectocotyli von verschiedenen Männchen. Da noch nie männliche Exemplare mit einem sich regenerierenden Hectocotylus beobachtet wurden, wird angenommen, dass die Männchen nach erfolgter Paarung sterben.

### Ocythoidae
Die einzige bekannte Art dieser Familie, Ocythoe tuberculata, bildet ebenfalls Zwergmännchen aus. Der rechte dritte Arm der Männchen ist zum Hectocotylus umgebildet und entwickelt sich in einem Gewebesack an der Basis des Arms. Der Hectocotylus wird erst kurz vor der Paarung aus diesem Gewebesack befreit und mit Spermatophoren bestückt. Bei der Paarung wird er abgeworfen und verbleibt in der Mantelhöhle des Weibchens. Hectocotyli aus der Mantelhöhle der Weibchen zeigen häufig ein penisartiges Filament. Der genaue Ablauf des Paarungsrituals ist unbekannt.

### Tremoctopodidae
Diese Familie enthält nur eine Gattung (Tremoctopus) mit vier bekannten Arten. Der rechte dritte Arm der Zwergmännchen ist hectocotylisiert und entwickelt sich in einem Gewebesack zwischen Trichter (Hyponom) und rechtem Auge. Wie bei den anderen Vertretern der Argonautoidea wird der Hectocotylus bei der Paarung abgeworfen und verbleibt in der Mantelhöhle des Weibchens.

## Forschungsgeschichte
Die älteste bekannte Erwähnung eines Hectocotylus stammt wahrscheinlich von Aristoteles, der in seiner Historia animalium vermerkt, dass von einigen behauptet würde, die Kraken, Sepien und Kalmare hätten eine Art Penis in einem ihrer Arme.
Die Bezeichnung als „Hectocotylus“ lässt sich auf den französischen Naturforscher Georges Cuvier zurückführen. Bereits 1827 hat Stefano Delle Chiaje einen vermeintlich parasitierenden Wurm aus der Mantelhöhle eines weiblichen Argonauta argo als Trichocephalus acetabularis beschrieben. Cuvier ergänzt 1829 diese Beobachtung um eine weitere Form aus der Mantelhöhle eines anderen Oktopoden und fasst beide unter dem neuen Gattungsnamen Hectocotylus zusammen. Auch er interpretiert die seltsamen Gebilde als parasitierende Würmer.
1842 beobachtet Albert von Koelliker ähnliches bei Tremoctopus violaceus. Auch er vermutet zunächst einen parasitierenden Wurm, bei einer genaueren Analyse kommen ihm aber starke Zweifel auf und er interpretiert die Gebilde als die lange gesuchten und zuvor nie gefundenen Männchen der entsprechenden Tintenfischarten. Erst 1853 gelingt es Heinrich Müller deren wahre Natur zu entschlüsseln und korrekt zu interpretieren. Die Bezeichnung als „Hectocotylus“ hat sich indes gehalten und wird heute für alle zu Fortpflanzungsorganen umgebildeten Arme männlicher Kopffüßer verwendet.